# Mercedes W16
Mercedes-AMG W16 E Performance —  гоночный автомобиль с открытыми колёсами в чемпионате мира Формула-1, был разработан и построен командой конструктором Mercedes-AMG PETRONAS Formula One Team для участия в чемпионате мира Формулы-1 сезона 2025 года. Болид оснащен двигателем Mercedes 2025 года спецификации, M16 E Performance. Пилотирeуют болид в текущем сезоне, итальянский пилот Андреа Кими Антонелли, пришедший на замену ушедшего в Феррари Льюиса Хэмилтона и выступающий за команду четвёртый год, пилот из Британии Джордж Расселл. В качестве третьего и запасного пилота выступает финский гонщик Валттери Боттас, который вернулся в команду из команды Заубер. Тест пилотом является гонщик из Дании Фредерик Вести.
Болид дебютировал на Гран-при Австралии 2025 года.

## Презентация W16
Команда представила болид на общей презентации F1 75 Live.

## Результаты выступлений в чемпионате
| Легенда к таблице |                                                                    |
| --- | ------------------------------------------------------------------ |
| В таблице перечислены результаты всех Гран-при Формулы-1, в которых использовался автомобиль. Строками таблицы являются сезоны, столбцами — этапы чемпионата мира. В каждой клетке указаны сокращённое название этапа и результат, дополнительно обозначенный цветом. Расшифровка обозначений и цветов представлена в нижеследующей таблице. |                                                                    |
| \| Пример \| Описание \| \| ------------ \| ------------------------------------------------------------------ \| \| 1 \| Победитель \| \| 2 \| Второе место \| \| 3 \| Третье место \| \| 5 \| Финишировал, заработав очки \| \| Сход \| Не финишировал, но при этом заработал очки \| \| 12 \| Финишировал, не получив очков \| \| НКЛ \| Финишировал, но не попал в финальную классификацию \| \| 15 \| Участвовал вне зачёта, либо по отдельной классификации \| \| 18 \| Не финишировал, но попал в финальную классификацию \| \| Сход \| Не финишировал \| \| НКВ \| Не прошёл квалификацию \| \| НПКВ \| Не прошёл предквалификацию \| \| ДСК \| Дисквалифицирован \| \| ИСК \| Исключён из протокола соревнований \| \| ТТ \| Заявлен для участия только в тренировках \| \| НС \| Участвовал в квалификации, но не стартовал в гонке \| \| Т \| Травмирован или болен \| \| ОТК \| Отказ от участия \| \| НТР \| Прибыл на соревнования, но на трассу не выезжал \| \| НПР \| Был заявлен в числе участников, но не прибыл к началу соревнований \| \| О \| Соревнования отменены \| \| \| Не участвовал \| \| Поул-позиция \| \| \| Быстрый круг \| \| |                                                                    |
| Пример | Описание                                                           |
| 1 | Победитель                                                         |
| 2 | Второе место                                                       |
| 3 | Третье место                                                       |
| 5 | Финишировал, заработав очки                                        |
| Сход | Не финишировал, но при этом заработал очки                         |
| 12 | Финишировал, не получив очков                                      |
| НКЛ | Финишировал, но не попал в финальную классификацию                 |
| 15 | Участвовал вне зачёта, либо по отдельной классификации             |
| 18 | Не финишировал, но попал в финальную классификацию                 |
| Сход | Не финишировал                                                     |
| НКВ | Не прошёл квалификацию                                             |
| НПКВ | Не прошёл предквалификацию                                         |
| ДСК | Дисквалифицирован                                                  |
| ИСК | Исключён из протокола соревнований                                 |
| ТТ | Заявлен для участия только в тренировках                           |
| НС | Участвовал в квалификации, но не стартовал в гонке                 |
| Т | Травмирован или болен                                              |
| ОТК | Отказ от участия                                                   |
| НТР | Прибыл на соревнования, но на трассу не выезжал                    |
| НПР | Был заявлен в числе участников, но не прибыл к началу соревнований |
| О | Соревнования отменены                                              |
| | Не участвовал                                                      |
| Поул-позиция |                                                                    |
| Быстрый круг |                                                                    |

| Год  | Команда  | Двигатель                                  | Ш | Гонщики               | 1   | 2   | 3   | 4   | 5   | 6   | 7    | 8   | 9    | 10  | 11   | 12   | 13  | 14  | 15  | 16  | 17  | 18  | 19  | 20  | 21  | 22  | 23  | 24  | Место | Очки  |
| ---- | -------- | ------------------------------------------ | - | --------------------- | --- | --- | --- | --- | --- | --- | ---- | --- | ---- | --- | ---- | ---- | --- | --- | --- | --- | --- | --- | --- | --- | --- | --- | --- | --- | ----- | ----- |
| 2025 | Мерседес | Mercedes-AMG F1 M16 E Performance 1,6 V6 t | P |                       | АВС | КИТ | ЯПО | БАХ | САУ | МАЙ | ЭМИ  | МОН | ИСП  | КАН | АВТ  | ВЕЛ  | БЕЛ | ВЕН | НИД | ИТА | АЗЕ | СИН | США | МЕХ | САП | ЛАС | КАТ | АБУ | 3 *   | 210 * |
| 2025 | Мерседес | Mercedes-AMG F1 M16 E Performance 1,6 V6 t | P | Андреа Кими Антонелли | 4   | 6   | 6   | 11  | 6   | 6   | Сход | 18  | Сход | 3   | Сход | Сход |     |     |     |     |     |     |     |     |     |     |     |     | 3 *   | 210 * |
| 2025 | Мерседес | Mercedes-AMG F1 M16 E Performance 1,6 V6 t | P | Джордж Расселл        | 3   | 3   | 5   | 2   | 5   | 3   | 7    | 11  | 4    | 1   | 5    | 10   |     |     |     |     |     |     |     |     |     |     |     |     | 3 *   | 210 * |

* — сезон продолжается

### Комментарии
1. 1 2  Получил дополнительные два очка за седьмое место в спринте.
2. 1 2  Получил дополнительные пять очков за четвёртое место в спринте.
3. ↑  Совершил «хет-трик»: стартовал с поул-позиции, показал быстрый круг в гонке и победил.